# Alexandrie encore et toujours
Alessandrie ancore e sempre è un film del 1990 diretto da Youssef Chahine. La pellicola completa la biografia cinematografica del regista egiziano Yusuf Shahin di cui fa parte Alessandria perché? 

## Trama
In seguito ad una rottura violenta con Amr, il suo attore preferito, il regista Yehia Eskandarany (alias Youssef Cha-hine) rimette in discussione tutto il suo passato. Rievocando i ricordi del primo film con Amr (un racconto autobiografico su Ales-sandria) e dell'ultimo (un adattamento dell'Amleto ad Alessandria), Yehia traccia la storia dell'infiltrazione dei petrodollari nell'industria dei cinema egiziano, che, nel 1987, ha portato la gente di spettacolo ad un grande sciopero per tutelare i propri diritti.
Sarà Nadia, una giovane attrice, a spingere il regista a riflettere sul suo rapporto con gli attori.